# Barreiro, Belo Horizonte
För andra betydelser, se Barreiro (olika betydelser).

Barreiros läge i Belo Horizontes kommun.

Barreiro är ett distrikt i Belo Horizontes kommun i den brasilianska delstaten Minas Gerais. Distriktet är belägen i de södra delarna av kommunen och invånarantalet uppgick till 283 544 personer vid folkräkningen år 2010.